# Calverton (Nueva York)
Calverton es un lugar designado por el censo ubicado en el condado de Suffolk en el estado estadounidense de Nueva York. En el año 2000 tenía una población de 5,704 habitantes y una densidad poblacional de 78 personas por km².

## Geografía
Calverton se encuentra ubicada en las coordenadas indicadas en la ficha. Según la Oficina del Censo, la ciudad tiene un área total de 73,9 km² (28,5 mi²), de la cual 72,5 km² (28,0 mi²) es tierra y 1,3 km² (0,5 mi²) (1.82%) es agua.

## Demografía
Según la Oficina del Censo en 2000 los ingresos medios por hogar en la localidad eran de $36,544, y los ingresos medios por familia eran $44,342. Los hombres tenían unos ingresos medios de $40,184 frente a los $33,047 para las mujeres. La renta per cápita para la localidad era de $26,609. Alrededor del 10.2% de la población estaban por debajo del umbral de pobreza.